# 魅せられし魂
「魅せられし魂」（みせられしたましい）は、1976年4月21日にCBS・ソニー（現：ソニー・ミュージックレーベルズ）から発売されたフォーリーブスの30枚目のシングルである。

## 収録曲
1. 魅せられし魂
作詞・作曲：paul Anka　日本語詞：片桐和子　編曲：Frank Harlow
2. ぼくたちの道
作詞：山川啓介　作・編曲：中川昌